# Live at SoFi Stadium
Live at SoFi Stadium é o primeiro álbum ao vivo do cantor e compositor canadense the Weeknd, lançado em 3 de março de 2023 pela XO e Republic Records.
O álbum foi gravado durante dois shows da turnê After Hours til Dawn Tour, em 26 e 27 de novembro de 2022, no SoFi Stadium, em Inglewood, Califórnia, nos Estados Unidos. Uma semana antes, o vídeo de mesmo nome foi lançado na HBO/HBO Max, e se tornou a maior estreia de um especial musical na história da HBO Max. A lista de faixas inclui canções de seus projetos anteriores, incluindo Dawn FM (2022), After Hours (2020), My Dear Melancholy, (2018), Starboy (2016), Beauty Behind the Madness (2015), Kiss Land (2013), e House of Balloons (2011), além de várias canções em que participou como artista convidado.

## Antecedentes e lançamento
Em fevereiro de 2020, the Weeknd anunciou que embarcaria na turnê The After Hours Tour para divulgar o álbum de mesmo nome. A turnê iria começar em junho daquele ano, e seria sua primeira turnê fora da Ásia desde Starboy: Legend of the Fall Tour, de 2017. No entanto, devido à onda inicial da pandemia de COVID-19, a turnê foi adiada para 2021 e, posteriormente, para janeiro de 2022. Em 6 de agosto de 2021, the Weeknd lançou "Take My Breath", primeiro single de seu novo álbum, Dawn FM. Para refletir o lançamento de um novo álbum e ao mesmo tempo incorporar seu antecessor, ele anunciou em outubro que a turnê seria renomeada e adiada pela terceira vez para o verão de 2022. A turnê também mudou de arenas para estádios. A nova turnê, intitulada After Hours til Dawn Tour, foi finalmente anunciada em 3 de março de 2022, e teve início em 14 de julho, na Filadélfia, nos Estados Unidos.
Em 2 de fevereiro de 2023, the Weeknd anunciou que um vídeo gravado em dois shows esgotados no SoFi Stadium, em Inglewood, Califórnia, nos Estados Unidos, em 26 e 27 de novembro de 2022, seria lançado na HBO/HBO Max, em 25 de fevereiro. O vídeo, intitulado Live at SoFi Stadium, se tornou a maior estreia de um especial musical na história da HBO Max. Em 1º de março de 2023, the Weeknd anunciou o lançamento de seu primeiro álbum ao vivo, de mesmo nome do vídeo, que foi lançado em 3 de março de 2023 nas plataformas de streaming e como download digital. O álbum, que dura exatamente 95 minutos, consiste em 31 faixas, abrangendo todas as cançôes apresentadas durante o show, além da introdução e dos segmentos finais do show.

## Lista de faixas
| N.º            | Título                       | Compositor(es)                                                                                                   | Duração |  |
| 1.             | "Intro"                      | | 1:35    |  |
| 2.             | "Alone Again"                | Abel Tesfaye Jason Quenneville Carlo Montagnese Adam Feeney                                                      | 2:47    |  |
| 3.             | "Gasoline"                   | Tesfaye Lopatin Matt Cohn                                                                                        | 3:15    |  |
| 4.             | "Sacrifice"                  | Tesfaye Martin Hedfors Angello Ingrosso Carl Nordström Holter Kevin McCord                                       | 4:23    |  |
| 5.             | "How Do I Make You Love Me?" | Tesfaye Lopatin Martin Axel Hedfors Steve Angello Sebastian Ingrosso Holter Cohn                                 | 3:29    |  |
| 6.             | "Can't Feel My Face"         | Tesfaye Ali Payami Savan Kotecha Max Martin Peter Svensson                                                       | 3:03    |  |
| 7.             | "Take My Breath"             | Tesfaye Ahmad Balshe Andrea Di Ceglie Luigi Tutolo Martin Holter                                                 | 3:55    |  |
| 8.             | "Hurricane"                  | West BoogzDaBeast DJ Khalil Mike Dean Ronny J Cirkut Ojivolta 88-Keys Nascent                                    | 2:07    |  |
| 9.             | "The Hills"                  | Tesfaye Balshe Emmanuel Nickerson Montagnese                                                                     | 3:05    |  |
| 10.            | "Often"                      | Tesfaye Benjamin Diehl Quenneville Ahmad Balshe Danny Schofield Ali Kocatepe Sabahattin Ali Osman İşmen          | 2:28    |  |
| 11.            | "Crew Love"                  | Aubrey Graham Abel Tesfaye Carlo Montagnese Noah Shebib Anthony Palman                                           | 1:53    |  |
| 12.            | "Starboy"                    | Abel Tesfaye Thomas Bangalter Guy-Manuel de Homem-Christo Martin McKinney Henry Russell Walter Jason Quenneville | 4:05    |  |
| 13.            | "Heartless"                  | Tesfaye Wayne Montagnese Andre Proctor                                                                           | 2:04    |  |
| 14.            | "Low Life"                   | Nayvadius Wilburn Abel Tesfaye Leland Wayne Diehl Jason Quenneville                                              | 1:47    |  |
| 15.            | "Or Nah"                     | Tyrone Griffin Cameron Thomaz Dijon McFarlane Mike Free                                                          | 1:41    |  |
| 16.            | "Kiss Land"                  | Tesfaye Schofield Jack Holkeboer Quenneville Sébastien Tellier                                                   | 1:50    |  |
| 17.            | "Party Monster"              | Tesfaye Diehl McKinney Ahmad Balshe Lana Del Rey                                                                 | 3:09    |  |
| 18.            | "Faith"                      | Tesfaye Balshe Montagnese Wayne                                                                                  | 3:05    |  |
| 19.            | "After Hours"                | Tesfaye Quenneville Balshe Montagnese Mario Winans                                                               | 4:27    |  |
| 20.            | "Out of Time"                | Tesfaye Lopatin Tomoko Aran Tetsurō Oda                                                                          | 3:20    |  |
| 21.            | "I Feel It Coming"           | Tesfaye Bangalter de Homem-Christo McKinney Walter Eric Chedeville                                               | 3:54    |  |
| 22.            | "Die for You"                | Tesfaye McKinney Prince 85 Wiggins Høiberg Walsh                                                                 | 3:13    |  |
| 23.            | "Is There Someone Else?"     | Tesfaye Lopatin Thomas Brown Peter Lee Johnson                                                                   | 3:57    |  |
| 24.            | "I Was Never There"          | Tesfaye Mike Lévy Feeney                                                                                         | 2:17    |  |
| 25.            | "Wicked Games"               | Tesfaye McKinney Montagnese Rainer Millar Blanchaer                                                              | 2:23    |  |
| 26.            | "Call Out My Name"           | Abel Tesfaye Adam Feeney Nicolas Jaar                                                                            | 4:02    |  |
| 27.            | "The Morning"                | Tesfaye McKinney Montagnese                                                                                      | 3:19    |  |
| 28.            | "Save Your Tears"            | Tesfaye Balshe Quenneville Martin Holter                                                                         | 2:58    |  |
| 29.            | "Less than Zero"             | Tesfaye Martin Holter                                                                                            | 4:04    |  |
| 30.            | "Blinding Lights"            | Tesfaye Balshe Quenneville Martin Holter                                                                         | 4:13    |  |
| 31.            | "Outro"                      | | 3:10    |  |
| Duração total: | Duração total:               | Duração total:                                                                                                   | 95:00   |  |

## Créditos
Adaptado dos créditos finais do especial da HBO.
- the Weeknd – cantor, produtor executivo, diretor musical
- Micah Bickham – diretor produtor executivo,
- La Mar Taylor – produtor executivo, diretor criativo
- Jordy Wax – produtor executivo
- Aaron Cooke – produtor executivo
- Amy Barker – diretor associado
- Patrick Greenaway – diretor musical, guitarra
- Ricky Lewis – bateria
- Ledaris Jones – baixo
- Mike Dean – sintetizadores, guitarra, pré-produção
- Steve Hollander – gerente de palco
- Matt Petroff – gerente da turnê
- Robert Deceglio – gerente de produção
- Jason Baeri – design de iluminação
- Es Devlin Studio – design de produção
- Sila Sveta – design visual
- Charm La'Donna – coreógrafa
- Alex Clark – coreógrafo assistente
- Tanya Karn – coreógrafa assistente

## Histórico de lançamento
| Região | Data               | Gravadora(s) | Formato(s)                 | Ref.   |
| ------ | ------------------ | ------------ | -------------------------- | ------ |
| Várias | 3 de março de 2023 | XO Republic  | Download digital streaming | [ 12 ] |